# トゥニカ郡 (ミシシッピ州)
トゥニカ郡（英: Tunica County）は、アメリカ合衆国ミシシッピ州の北西部、ミシシッピ・デルタ地域に位置する郡である。人口は9,782人（2020年）。郡庁所在地はトゥニカであり、同郡で人口最大の都市である。郡名はトゥニカ族インディアンから採られた。
トゥニカ郡はテネシー州とアーカンソー州に跨るメンフィス都市圏に属している。

## 地理
アメリカ合衆国国勢調査局に拠れば、郡域全面積は480.78平方マイル (1,245.2 km2)であり、このうち陸地454.81平方マイル (1,178.0 km2)、水域は25.97平方マイル (67.3 km2)で水域率は5.40%である。

### 主要高規格道路
- 州間高速道路69号線
- アメリカ国道61号線
- ミシシッピ州道3号線
- ミシシッピ州道4号線

### 隣接する郡
- クリッテンデン郡 (アーカンソー州) - 北
- デソト郡 - 北東
- テイト郡 - 東
- パノラ郡 - 南東
- クイットマン郡 - 南
- コアホマ郡、フィリップス郡 (アーカンソー州) - 南西
- リー郡 (アーカンソー州) - 西

## 人口動態
以下は2000年の国勢調査による人口統計データである。
| 基礎データ - 人口: 9,227人 - 世帯数: 3,258 世帯 - 家族数: 2,192 家族 - 人口密度: 8人/km2（20人/mi2） - 住居数: 3,705軒 - 住居密度: 3軒/km2（8軒/mi2） 人種別人口構成 - 白人: 27.54% - アフリカン・アメリカン: 70.15% - ネイティブ・アメリカン: 0.11% - アジア人: 0.42% - 太平洋諸島系: 0.07% - その他の人種: 0.96% - 混血: 0.75% - ヒスパニック・ラテン系: 2.53% | 年齢別人口構成 - 18歳未満: 31.5% - 18-24歳: 10.9% - 25-44歳: 27.4% - 45-64歳: 20.2% - 65歳以上: 10.1% - 年齢の中央値: 31歳 - 性比（女性100人あたり男性の人口） - 総人口: 91.1 - 18歳以上: 85.9 世帯と家族（対世帯数） - 18歳未満の子供がいる: 33.3% - 結婚・同居している夫婦: 33.9% - 未婚・離婚・死別女性が世帯主: 26.9% - 非家族世帯: 32.7% - 単身世帯: 26.9% - 65歳以上の老人1人暮らし: 9.9% - 平均構成人数 - 世帯: 2.80人 - 家族: 3.44人 | 収入と家計 - 収入の中央値 - 世帯: 23,270米ドル - 家族: 25,443米ドル - 性別 - 男性: 25,244米ドル - 女性: 18,104米ドル - 人口1人あたり収入: 11,978米ドル - 貧困線以下 - 対人口: 33.1% - 対家族数: 28.1% - 18歳未満: 43.3% - 65歳以上: 32.5% |

## 都市と町

### 町
- トゥニカ - 郡庁所在地

### 国勢調査指定地域
- ノーストゥニカ

### 未編入の町
| - オースティン - バンクス - ボウダー - クレイトン | - ダブス - ダンディ - エバンスビル - ハリウッド | - ロストレイク - モード - ムーンランディング - プリチャード | - トゥニカリゾーツ（公式にはロビンソンビル） - ホワイトオーク |

## 教育
郡内の公共教育はトゥニカ郡教育学区が管轄している。
私立学校としては、トゥニカに近い未編入領域にトゥニカ・アカデミーがある。